# Сиртя
Сиртя, або сирчі (повна форма сигиртя, сигирчі), — в ненецькій міфології міфічний народ, що живе під землею та боїться денного світла. Він, нібито, мешкав в заполярній тундрі до приходу справжніх людей — ненців. Сирчі описуються як кремезні, але низькорослі люди з білими очима, що балакають злегка заїкаючись.
За легендами, в незапам'ятні часи сигирчі прийшли на Ямал з-за моря. Спочатку вони оселилися на острові, але потім, коли його берега розмило штормами, переправилися на півострів.
Їхній спосіб життя значно відрізнявся від ненецького: вони не розводили оленів, замість цього полювали на диких, носили гарний одяг з металевими підвісками. У деяких переказах сигирчі описуються як хранителі срібла та золота або як ковалі, після яких на землі і під землею залишаються «залізяки» (їх будинки-сопки уявлялися закріпленими на вічній мерзлоті залізними канатами).
Колись сирчі переселилися в сопки і стали підземними жителями. На поверхню тундри виходять вночі або в туман. У своєму підземному світі вони володіють стадами мамонтів.
Зустріч з сирчами одним приносила горе, іншим — щастя. Відомі історії про одруження ненців з жінками-сирчами. Водночас сирчі могли вкрасти дітей, якщо ті допізна грали поза чумом, залякати людину, наврочити.
Також є згадки про військові сутички ненців з сирчами, при цьому сирчі вирізнялися не стільки доблестю, скільки вмінням несподівано з'явитися чи зникнути.
Образ сигиртя сповнений архетипічними рисами, пов'язаними із землею — по суті, сигиртя є ненецким аналогом європейських гномів.
Згідно з популярною в науковій літературі гіпотезою, образ сигиртя є втіленням спогадів ненців про досамодійське населення тундри. За іншою версією — ненецька назва племені «печера», яке згадане в Повісті минулих літ.